# Leandro Guilheiro

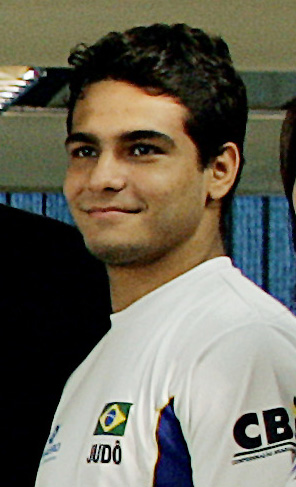
Leandro Guilheiro (2005)

Leandro Marques Guilheiro (* 7. August 1983 in Suzano) ist ein brasilianischer Judoka. Er war Olympiadritter 2004 und 2008.

## Sportliche Karriere
Der 1,76 m große Guilheiro kämpfte bis 2009 im Leichtgewicht, der Gewichtsklasse bis 73 Kilogramm. 2002 war er Juniorenweltmeister. Bei den Olympischen Spielen 2004 in Athen gewann er seine ersten drei Kämpfe und unterlag dann im Viertelfinale dem Franzosen Daniel Fernandes. Mit drei Siegen in der Hoffnungsrunde sicherte sich Guilheiro eine Bronzemedaille. 2005 belegte er den siebten Platz bei den Weltmeisterschaften. Zwei Jahre später erreichte Guilheiro bei den Panamerikanischen Spielen 2007 das Finale, unterlag dann aber dem US-Judoka Ryan Reser. Bei den Olympischen Spielen 2008 in Peking unterlag Guilheiro dem Südkoreaner Wang Ki-chun im Viertelfinale, sicherte sich mit drei Siegen in der Hoffnungsrunde aber wie vier Jahre zuvor eine Bronzemedaille. 2009 siegte er bei den Panamerikanischen Meisterschaften. Im Juli 2009 gewann er in Belo Horizonte erstmals ein Weltcupturnier.
Ab Ende 2009 startete Guilheiro im Halbmittelgewicht, der Gewichtsklasse bis 81 Kilogramm. 2010 gewann er das Grand-Slam-Turnier in Paris und den Weltcup in São Paulo. Bei den Weltmeisterschaften in Tokio erreichte er mit sechs Siegen das Finale und erhielt die Silbermedaille nach seiner Niederlage gegen den Südkoreaner Kim Jae-bum. Im April 2011 gewann er bei den Panamerikanischen Meisterschaften. Im Juli 2011 siegte er bei den Militärweltspielen. Bei den Judo-Weltmeisterschaften 2011 verlor er im Halbfinale gegen Srđan Mrvaljević aus Montenegro, mit einem Sieg über Elkhan Rajabli aus Aserbaidschan gewann Guilheiro die Bronzemedaille. Zwei Monate nach den Weltmeisterschaften erkämpfte er im Oktober 2011 den Titel bei den Panamerikanischen Spielen 2011. 2012 siegte er bei den Panamerikanischen Meisterschaften. Bei den Olympischen Spielen 2012 in London erreichte er den siebten Platz. 
Guilheiro, der für die Judoschule von Rogério Sampaio antrat, blieb auch nach seinen dritten Olympischen Spielen aktiv. 2015 gewann er den Titel bei den Militärweltspielen. Im März 2018 belegte er den dritten Platz beim Weltcupturnier in Santiago.